# Nereida (satélite)
Nereida, também conhecido como Netuno II(pt-BR) ou Neptuno II(pt-PT?), é o terceiro maior satélite natural de Netuno, com um diâmetro de cerca de 340 km. Foi descoberto por Gerard Kuiper em 1949.

## Descoberta e nomeação
Nereida foi descoberto em 1 de maio de 1949 por Gerard P. Kuiper, a partir de fotografias tiradas no Observatório McDonald. Kuiper propôs o nome no relato da descoberta. O satélite foi nomeado a partir das Nereidas, ninfas marinhas da mitologia grega e ajudantes do deus Netuno. Foi a segunda e última lua de Netuno a ser descoberta antes da chegada da Voyager 2 (não contando uma única observação de uma ocultação por Larissa em 1981).

## Órbita e rotação
Nereida orbita Netuno em uma direção prógrada com um semieixo maior (distância média) de 5 513 818 km, mas sua alta excentricidade de 0,7507 o leva entre 1 374 594 km e 9 653 041 km do planeta.
A órbita anormal sugere que Nereida pode ser um asteroide ou objeto do cinturão de Kuiper capturado, ou que foi uma lua interna no passado e foi perturbada durante a captura de Tritão.
Em 1991, o período de rotação de Nereida foi estimado em 13,6 horas por análises de sua curva de luz. Em 2003, outra medição estimou um período de 11,52 ± 0,14 horas. No entanto essa determinação foi contestada. Outros pesquisadores não conseguiram detectar nenhuma modulação periódica em sua curva de luz.

## Características físicas
Nereida é o terceiro maior satélite de Netuno e tem um raio médio de 170 km, considerado relativamente grande para um satélite irregular. Sua forma não é conhecida.
Desde 1987 algumas observações fotométricas de Nereida detectaram grandes variações no brilho (de cerca de 1 na magnitude aparente), em uma escala de anos ou meses, mas às vezes até mesmo de alguns dias, as quais persistem mesmo após correções de distância e fase. Por outro lado, alguns astrônomos que observaram o satélite não observaram essas variações, o que significa que elas podem ser caóticas. Atualmente não há explicação para essas variações, mas, se existirem, provavelmente estão relacionadas com a rotação de Nereida; devido à órbita elíptica Nereida pode estar em um estado de precessão forçada, ou pode apresentar rotação caótica (como Hipérion). Em qualquer caso sua rotação é bastante irregular.
Espectralmente Nereida tem cor neutra e gelo de água já foi detectado em sua superfície. Seu espectro parece ser intermediário entre Titânia e Umbriel, o que sugere que sua superfície é composta de uma mistura de gelo de água e algum material espectralmente neutro. O espectro é diferente do espectro típico de um planeta menor do Sistema Solar exterior, sugerindo que Nereida tenha se formado em volta de Netuno ao invés de ser um corpo capturado.
Halimede, que tem cores similares, pode ser um fragmento de Nereida quebrado durante uma colisão.

## Exploração
A única sonda espacial que visitou Netuno foi a Voyager 2, que passou a 4 700 000 km de Nereida entre 20 de abril e 19 de agosto de 1989, obtendo 83 imagens. Antes da chegada da Voyager 2, observações de Nereida eram limitadas a observações terrestres que só podiam estabelecer seus elementos orbitais e brilho. Embora as imagens obtidas pela sonda não tenham resolução suficiente para distinguir formações na superfície, a Voyager 2 foi capaz de medir o tamanho de Nereida e descobriu que tem cor cinza e um albedo maior que os outros pequenos satélites de Netuno.